# Rahul Pandharipande

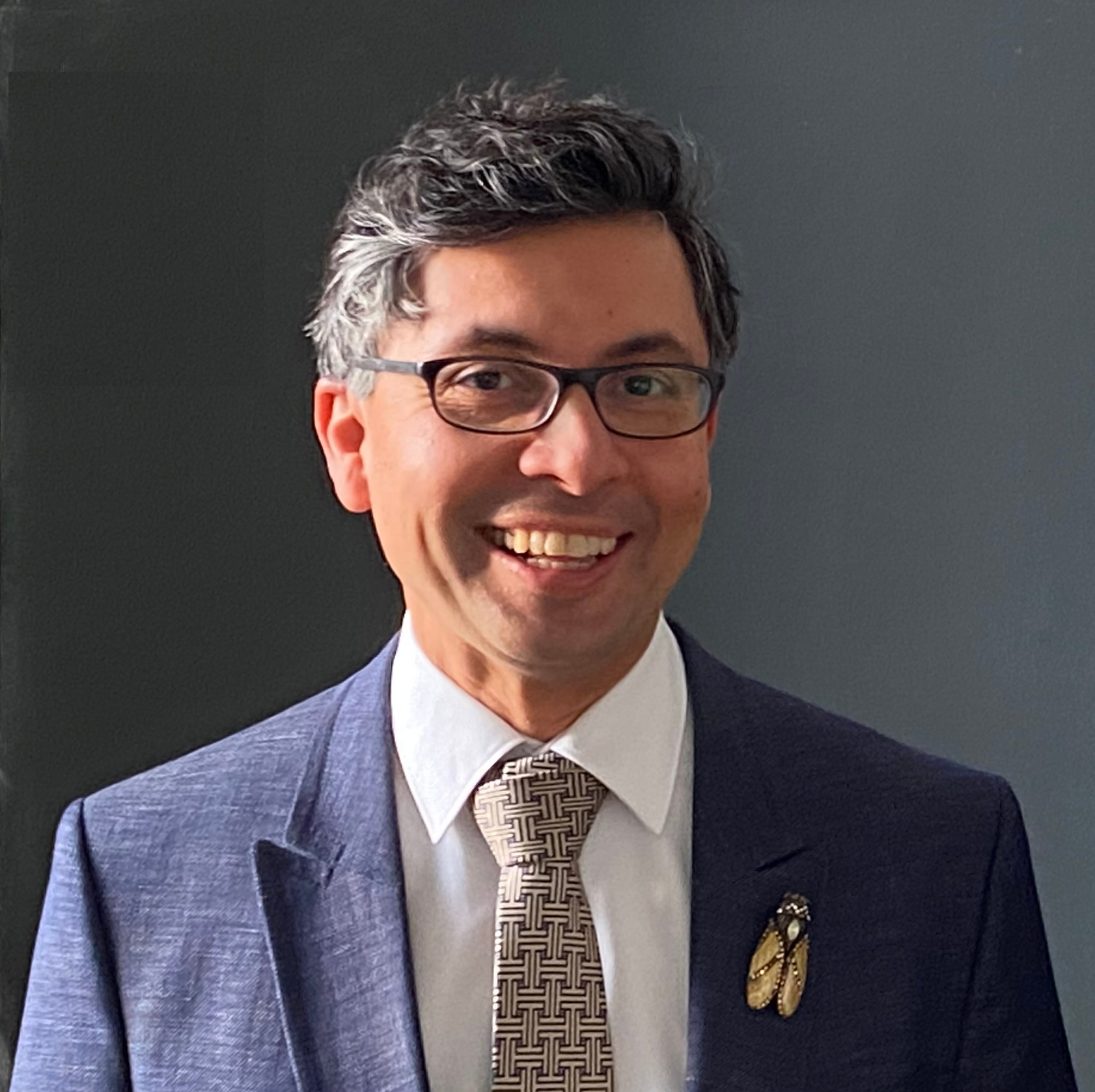
Pandharipande, Rahul (2021)

Rahul Pandharipande (* 1969) ist ein indisch-portugiesischer Mathematiker, der sich mit algebraischer Geometrie (speziell abzählender Geometrie und Modulräume von Kurven) befasst. Er ist Professor an der ETH Zürich.
Pandharipande studierte Mathematik an der Princeton University mit dem Bachelor-Abschluss summa cum laude 1990 und wurde 1994 bei Joe Harris an der Harvard University promoviert (A Compactification over the Moduli Space of Stable Curves of the Universal Moduli Space of Slope-Semistable Vector Bundles). 1994 bis 1997 war er Dickson Instructor an der University of Chicago, ab 1997 Assistant Professor in Chicago, ab 1998 Associate Professor und ab 2001 Professor am Caltech. 2002 wurde er Professor in Princeton und ab 2011 war er Professor an der ETH Zürich.
2010/11 war er Gastprofessor am Instituto Superior Técnico in Lissabon.
2013 erhielt er den Clay Research Award dafür, dass er eine von ihm, seinem Doktoranden Davesh Maulik, Andrei Okounkov und Nikita Nekrasov aufgestellte Vermutung (MNOP-Vermutung) in der abzählenden Geometrie in vielen Fällen bewies, insbesondere für dreidimensionale Calabi-Yau-Varietäten (mit seinem Schüler Aaron Pixton). Die MNOP-Vermutung verbindet zwei Arten des Abzählens algebraischer Kurven, einmal über Gromov-Witten-Theorie, das andere Mal über
Donaldson-Thomas-Invarianten (nach Simon Donaldson, Richard Thomas). Beim Beweis der Vermutung für CY-3-Varietäten bauten sie auf der Arbeit von Pandharipande und Richard Thomas über stabile Paare auf.
1999 bis 2003 war er Sloan Research Fellow und 2000 bis 2005 Packard Fellow. Er war Invited Speaker auf dem Internationalen Mathematikerkongress in Peking 2002 (Three questions in Gromov-Witten theory). 2013 erhielt er den indischen Infosys-Preis. 2014/15 und 2015/16 war er im Abel-Preis-Komitee. 2018 ist er Plenarsprecher auf dem ICM in Rio (Cohomological field theory calculations).
Von 2015 bis 2019 war er Einstein Visiting Fellow an der Berlin Mathematical School. 2020 wurde er zum Mitglied der Academia Europaea gewählt.

## Schriften
- mit Graber: Localization of virtual classes, Inventiones mathematicae, Band 135, 1999, S. 487–518
- mit Okounkov: Gromov-Witten theory, Hurwitz numbers and completed cycles, Annals of Mathematics, Band 163, 2006, S. 517–560
- mit Okounkov: Equivariant Gromov-Witten theory of {\displaystyle P^{1}}, Annals of Mathematics, Band 163, 2006, S. 561–605
- mit Maulik, Nekrasov, Okounkov: Gromov-Witten theory and Donaldson-Thomas theory, Teil 1,2, Compositio Mathematica, Band 142, 2006, S. 1263–1285, 1286–1304
- mit R. Thomas: Curve counting via stable pairs in the derived category, Inventiones mathematicae, Band 178, 2009, S. 407–447
- mit Maulik, A. Oblomkov, Okounkov: Gromov-Witten/Donaldson-Thomas correspondence for toric 3-folds, Inventiones mathematicae, Band 186, 2011, S. 171–198